# Stichting Educatief Centrum voor Aardwetenschappen te Rotterdam
Stichting Educatief Centrum voor Aardwetenschappen te Rotterdam, ook wel kortweg "Stichting SECAR" genoemd, is een stichting in de Nederlandse plaats Rotterdam. De stichting werd opgericht op 28 december 2004, op initiatief van een aantal amateur-paleontologen, in samenwerking met Stichting SBAW, en is gevestigd aan de Hillevliet op Rotterdam-Zuid. Het dagelijks bestuur bestaat uit vertegenwoordigers uit verschillende instellingen die op het gebied van de geologie en paleontologie werkzaam zijn, te weten:
- De Stichting Geologische Activiteiten "GEA", kring Rotterdam,
- De Nederlandse Geologische Vereniging "NGV", afdeling Maaswaarden,
- En Geode, een vereniging die zich heeft gespecialiseerd in het gebied van steenbewerking.

Voorts heeft een aantal leerkrachten uit het plaatselijk onderwijs zich aangesloten en een geoloog.

## Doelstelling
De gezamenlijke doelstelling is om een simpel pakket aan te bieden aan schoolgaande jeugd die doorgaans niet (zelfs niet nauwelijks) met natuur- of aardwetenschappen in aanraking komen.

## Geschiedenis
De oprichting van Stichting SECAR is een gevolg van diverse samenwerkingsprojecten die in de voorgaande jaren zijn georganiseerd, waaronder het organiseren van korte kennismakingscursussen over fossielen en mineralen gevolgd door excursies naar groeven in Limburg en stranden bij de Maasvlakte, daarnaast worden ook dagexcursies gehouden naar de grotere musea zoals Naturalis in Leiden en Teylers Museum in Haarlem. De excursies worden mogelijk gemaakt door bijdragen door het fonds Jantje Beton.

## Educatief centrum
Dankzij sponsoring door onder meer het Prins Bernhard Fonds, het VSB fonds Rotterdam en de Stichting Bevordering Volkskracht zijn halverwege 2006 een bibliotheek en een kinderlaboratorium met een aantal microscopen succesvol ingericht. De locatie wordt doorgaans ook wel "Geodroom" genoemd.

## Rotterdam Sprookjesstad
Met ingang van 2007 maakt de stichting SECAR actief deel uit van de organisatie van Rotterdam Sprookjesstad, waarbij zij workshops verzorgt over steenbewerking. Daarnaast is een tentoonstelling ingericht om het verband tussen steenbewerking en sprookjes aan te geven, met als centraal thema dwergen en mijnbouw.